# Nicolae Gane
Pour les articles homonymes, voir Gane.
Nicolae Gane, né le 1er février 1838 et mort le 16 avril 1916, est un prosateur, poète et homme politique roumain d’origine moldave

## Biographie
Né à Fălticeni, sa famille est composée de boyards de petite et moyenne importance ; ses parents sont le postelnic Matei Gane et sa femme Ruxandra (née Văsescu). Il commence sa scolarité à l'école primaire fondée dans sa ville natale par Neofit Scriban (ro), puis au pensionnat français de Louis Jourdan à Iași. Gane a pour projet d'étudier les beaux-arts à Paris, mais rencontrant l'opposition de sa famille, opte plutôt pour une carrière au gouvernement.

### Carrière politique
Grâce à ses relations, il obtient un poste à Iași en tant que secrétaire et traducteur du directeur des prisons de Moldavie. Il démissionne après une journée et retourne à Fălticeni, où il est nommé membre du tribunal du Județ de Suceava. Il est destitué lors des manifestations favorables à l'union des Principautés en 1857, et rétabli en 1860, à la suite de l'union, comme président du même tribunal.

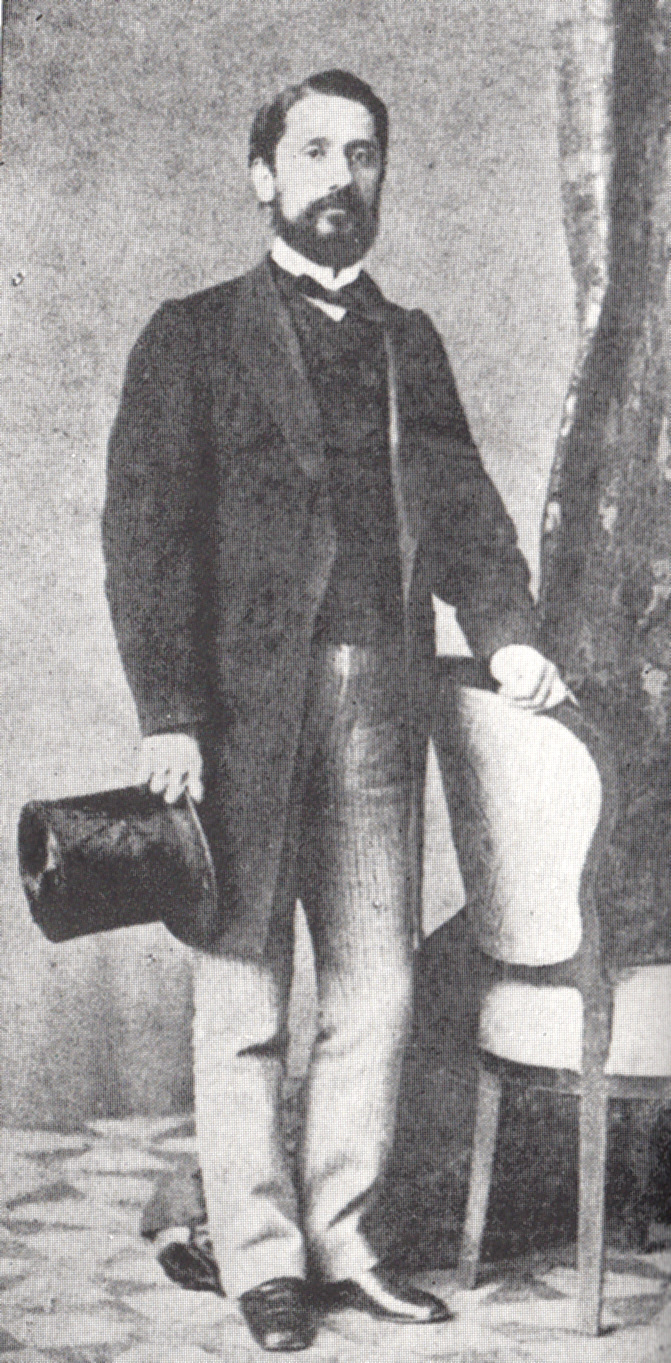
Nicolae Gane vers 1870.

Au cours des années suivantes, il alterne des emplois dans la magistrature avec des emplois administratifs, migrant à travers plusieurs villes moldaves pendant le processus. Ses positions incluent le poste de préfet du județ de Suceava (1863) et plus tard du județ de Dorohoi. En 1864, il rejoint la cour d'appel de Focșani, mais l'année suivante, il est transféré à un poste similaire à Iași, où il s'installe définitivement,. Membre de la franc-maçonnerie roumaine, il atteint le rang de maître maçon en 1866.
Son collègue de la cour d'appel Vasile Pogor (en) et les frères Iacob et Leon Negruzzi présentent Gane à la société Junimea récemment fondée, dont il restera un membre dirigeant, même s'il rejoint en 1883 son rival politique, le Parti national libéral (PNL). Sa longue carrière politique comprend deux mandats en tant que préfet du județ de Iași (1870, 1901), cinq mandats comme maire de Iași (1872-1876 ; 1881 ; 1887-1888 ; 1896-1899 ; 1907-1911), un siège à l'Assemblée des députés dans presque toutes les législatures contrôlées par le PNL, et, de novembre 1897 à avril 1899, la présidence du Sénat. En mars 1888, lorsque le chef du PNL, Ion C. Brătianu remanie le cabinet dans un moment de crise, il nomme deux nouveaux ministres. L'un d'eux est Gane, qui reçoit le portefeuille de l'Agriculture, de l'Industrie, du Commerce et des Domaines ; le gouvernement durera trois semaines. Pendant que Gane est maire de Iași, la ville a acquis des routes pavées et un éclairage au gaz, ainsi qu'un nouveau bâtiment pour le théâtre national de Iași (en) en 1896.

### Carrière littéraire
Gane fait ses débuts littéraires dans le magazine Convorbiri Literare de Junimea en 1867, avec la nouvelle Fluierul lui Ștefan. Au fil des années jusqu'en 1886, la même revue publie les écrits qu'il réussit à rassembler pendant son temps libre, publiés périodiquement sous forme de livre ( Novele, I-II, 1880 ; Novele, I-III, 1886). Il s'essaye également à la poésie (Poezii, 1873 ; Poezii, 1886), mais a plus de succès comme prosateur. Ses histoires sentimentales et nostalgiques sont largement lues à son époque et appréciées par les auteurs ultérieurs. En outre, il écrit plusieurs mémoires. Après 1906, il préfère publier dans Viața Românească (en). Élu membre correspondant de l'Académie roumaine en 1882, il accède au rang de membre titulaire en 1908, est président de sa section littéraire en 1912 et vice-président de l'Académie de 1912 à 1913. En 1906, il publie une traduction de l'Enfer de Dante Alighieri, écrite en tercets.

### Vie privée
Sa femme Sofia est la fille de Pavel Stoianovici, un Serbe arrivé de Bessarabie vers 1827, et dont la femme est la fille d'un fabricant de rakia grec et bulgare à la Curtea Veche de Bucarest. Le couple a eu cinq filles et trois fils. Deux fils sont devenus magistrats et le dernier, officier de cavalerie. Les fils qui se sont mariés, ont pris des épouses parmi les familles de boyards moldaves.

## Hommages

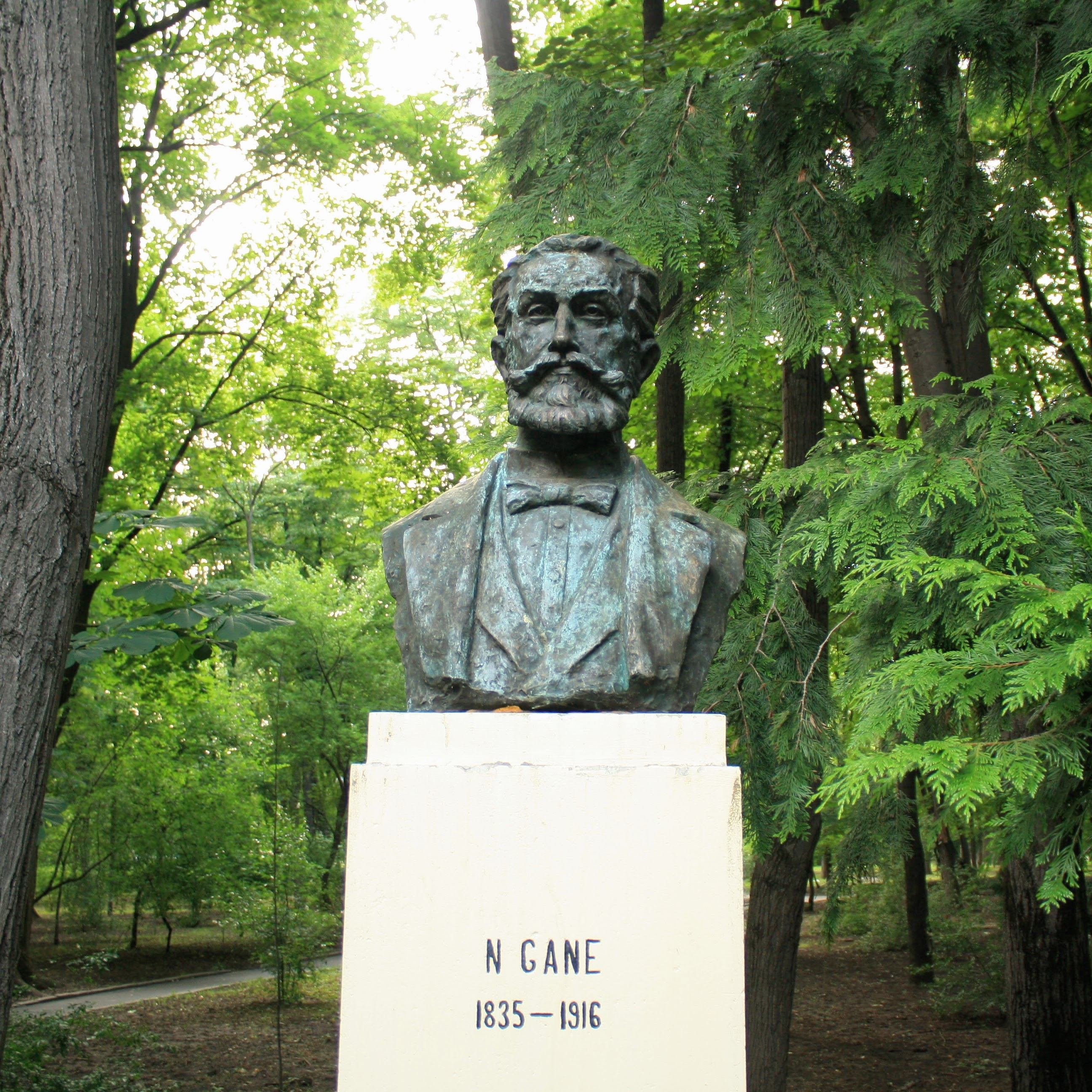
Buste de Nicolae Gane au Parc Copou (Iaşi).

Trois sites liés à Gane à Iaşi sont classés monuments historiques par le ministère roumain de la Culture : sa maison du début du XIXe siècle, aujourd'hui un musée ; son buste de 1943, situé dans le parc Copou (en) ; et sa tombe au cimetière Eternitatea. Le Lycée national Nicu Gane de Fălticeni a porté son nom de 1923 à 1948, et à nouveau depuis 1970.